# Orphée (téléfilm)
Pour les articles homonymes, voir Orphée (homonymie).
Orphée est un téléfilm français réalisé par Claude Santelli de 1982 et adapté de l’œuvre théâtrale de Jean Cocteau datant de 1926.

## Synopsis
Orphée le poète, gloire de la Thrace, époux d'Eurydice, a recueilli dans leur modeste pavillon en cheval magicien qui frappe du sabot, lettre par lettre, des poèmes-messages. Eurydice a pris ce cheval en haine, ce qui provoque de fréquentes querelles de ménage. Au cours d'une absence d'Orphée, Eurydice meurt empoisonnée, victime des machinations d'Aglaonice, une poétesse sorcière qui conduit la troupe des Bacchantes. La mort, sous la forme d'une femme en robe de soirée, suivie de deux acolytes portant des valises, entre par le miroir et va délivrer Eurydice de la vie.

## Fiche technique
- Réalisation : Claude Santelli
- Scénario : Jean Cocteau, d'après sa pièce éponyme en un acte de 1926
- Musique: Jean-Marie Sénia
- Format : Couleur - Son mono
- Durée : 95 minutes
- Genre: Drame
- Date de diffusion : 24 octobre 1983 sur Antenne 2 dans le cadre de l'émission "Emmenez-moi au théâtre"

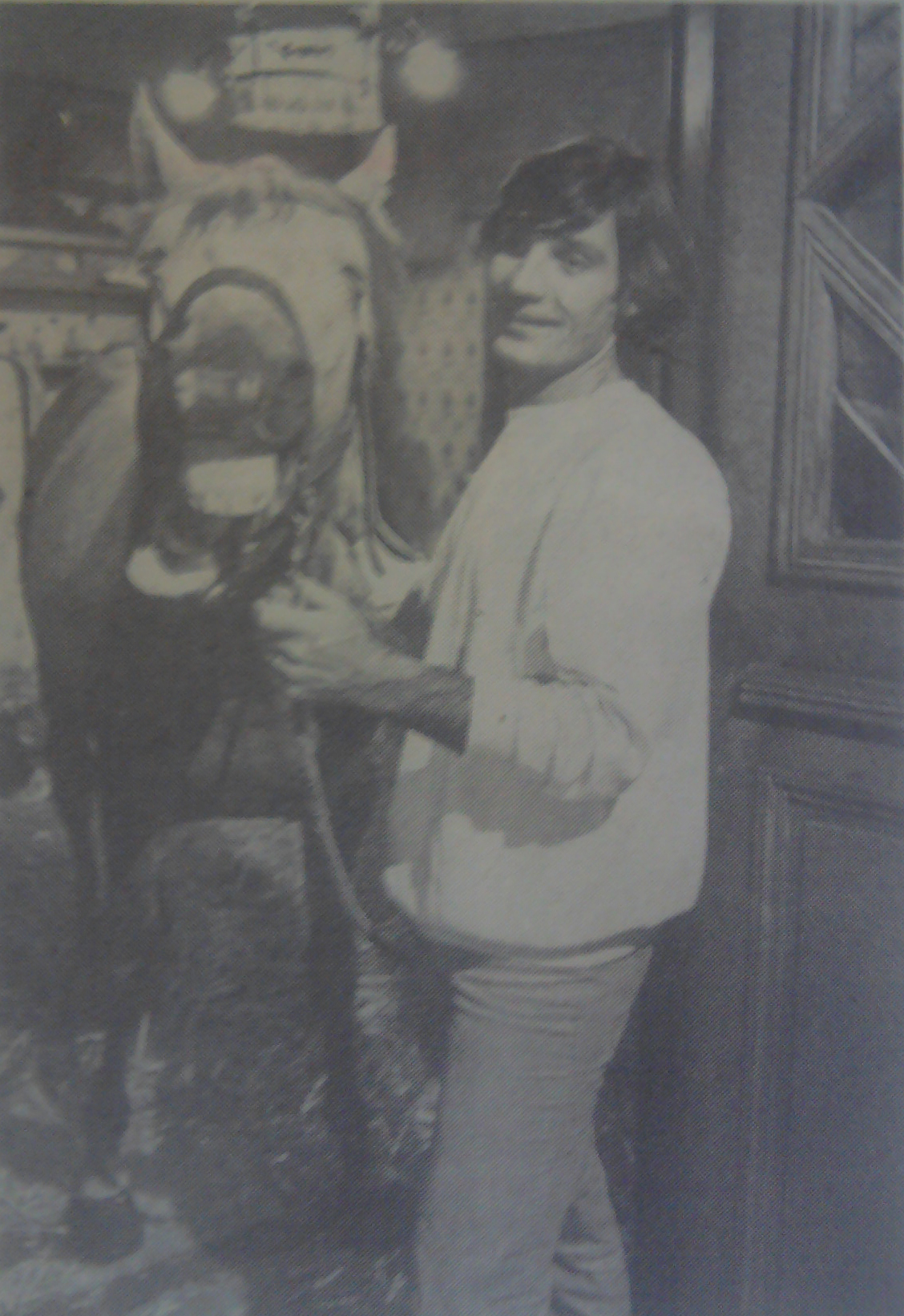
Jean-Pierre Bouvier dans le rôle d'Orphée, dirigé par CLaude Santelli.

## Distribution
- Jean-Pierre Bouvier ... Orphée
- Catherine Frot ... Eurydice
- Jean-Pierre Darroussin ... Heurtebise
- Marie-Christine Barrault ... La mort
- Jean Martin ... Azaraël
- William Coryn ... Raphaël
- Jean-Claude Leguay ... Le facteur
- Jacques Fabbri ... Le commissaire
- Bernard Musson ... Le greffier

## Autour du film
Par deux fois, Jean Cocteau, auquel la télévision rend hommage pour le 20e anniversaire de sa mort, a utilisé cette légende. D'abord en 1926, pour une tragédie en un acte qui fut très peu jouée. Puis en 1950, réalisant un film dont le héros était Jean Marais. L'ange Heurtebise qui veille sur son destin était joué par François Périer. C'est la pièce de Cocteau que Santelli a mise en scène pour la télévision.